# Love Hina
Love Hina (ラブひな, Rabu Hina) és una sèrie manga escrita i il·lustrada per Ken Akamatsu. Originalment va ser publicada a la revista Weekly Shōnen Magazine de Kodansha des del 21 d'octubre de 1998 al 31 d'octubre de 2001 i Kodansha en va publicar 14 volums tankōbon. La sèrie explica la història d'en Keitaro Urashima i els seus intents per trobar la noia a qui de petit va prometre entrar a la Universitat de Tòquio. L'editorial Glénat publicà tots els volums del manga en català entre el 2008 i el 2010. Kodansha també en va publicar dues novel·les, escrites per dos guionistes de la sèrie d'anime.
El manga es va adaptar en una sèrie d'anime de 24 episodis, produïda per Xebec i emesa al Japó entre el 19 d'abril i el 27 de setembre del 2000. A Catalunya es va emetre al K3, dins del 3xl.net, a partir del 29 de març del 2003. També es va publicar un episodi addicional en DVD, especials de televisió de Nadal i de primavera, i tres episodis OVA titulats Love Hina Again.
La sèrie ha estat popular arreu del món, tant comercialment com a ulls de la crítica. Al Japó, el manga va vendre més de 16 milions de còpies i un milió de DVDs de l'anime. Tant l'anime com el manga han rebut nombrosos premis de la indústria al Japó i Amèrica del Nord, així com elogis dels crítics.

## Argument
La història és una comèdia shonen que té lloc a la prefectura de Kanagawa, i se centra amb en Keitaro Urashima i els seus intents per complir una promesa que va fer amb una noia a la infància per entrar a la Universitat de Tòquio junts. Però, ha oblidat el nom de la noia a qui li va fer la promesa i l'esperança de ser acceptat a la Universitat de Tòquio per tal de trobar-la. Després de fallar la prova d'accés en dues ocasions i que els seus pares ja no estiguessin disposats a recolzar-lo, ell va a romandre a la pensió de la seva àvia, només per descobrir que ha esdevingut una pensió femenina. Està a punt de ser expulsat per les noies, quan la seva tieta, va anunciar que la seva àvia li ha donat als títols de la pensió, i roman en qualitat d'administrador de la residència femenina Hinata (日向荘, Hinata Sō, també conegut com a Apartaments Hinata). Ara ha de compaginar les seves noves responsabilitats amb els seus intents de passar l'examen d'ingrés a la universitat.
A la pensió Hinata, en Keitaro coneix la Naru Narusegawa, que també està estudiant per entrar a la Universitat de Tòquio. La Naru va ocupar el primer lloc en tot el Japó en els exàmens de pràctica i en Keitaro la convenç perquè l'ajudi a estudiar. En Keitaro llegeix accidentalment una petita secció del diari de la Naru, ja que els dos s'acosten més a través dels seus estudis, en Keitaro torna cada vegada més convençut que la Naru pot ser la noia que li va fer la promesa. En el segon dia de l'examen de la Universitat de Tòquio, en Keitaro li pregunta a la Naru sobre la promesa i se sorprèn quan ella li diu que s'equivocava. Tot i el seu estudi, i els resultats de l'examen de simulacre de la Naru, els dos suspenen els exàmens. La parella té una discussió i fugen de forma independent a fora de Kyoto per buidar el cap. En el viatge resolen les seves diferències i es reuneixen amb la Mutsumi Otohime, que viu a Okinawa i també està estudiant per als exàmens de la Universitat de Tòquio.
Després de tornar de Kyoto, en Keitaro i la Naru finalment decideixen reprendre els exàmens. Després d'un temps, la Mutsumi es trasllada a Tòquio, i els tres comencen a estudiar junts. Durant aquest període, la Naru es convenç que és la Mutsumi la noia de la promesa d'en Keitaro, però ella afirma que ella va fer una promesa a la infància amb la Naru, no amb en Keitaro. Durant els exàmens de la Universitat de Tòquio, en Keitaro creu que els ha suspès una vegada més i s'escapa abans de saber els seus resultats. Després d'assabentar-se d'això, la Naru el persegueix sense comprovar els seus resultats en els exàmens, i són finalment seguit per la resta dels residents de la residència Hinata que anunciant que en Keitaro i la Naru han passat els exàmens juntament amb la Mutsumi. No obstant això, en la cerimònia d'obertura de la Universitat de Tòquio, en Keitaro té un accident i no pot anar a la universitat per tres mesos. Després de recuperar-se de les seves lesions, en Keitaro decideix estudiar a l'estranger amb en Noriyasu Seta. En marxar, la Naru finalment confessa els seus veritables sentiments cap a ell a l'aeroport i decideix esperar que torni.
Quan en Keitaro torna, ella i la Naru finalment comencen a expressar-se els seus sentiments l'un a l'altre. Després de tractar amb nous obstacles, l'àvia Hina Hinata torna a casa i revela que la Naru és la noia de la promesa d'en Keitaro. Quatre anys més tard, una cerimònia de casament (amb una nova noia, Ema Maeda es presenta) es duu a terme a la residència Hinata entre la Naru i en Keitaro, ja que, finalment, compleixen la seva promesa de la infància.

## Manga
Love Hina va sortir setmanalment en la revista Weekly Shōnen Magazine de Kodansha. Compost per 118 capítols en 14 toms. A Espanya, el manga va ser publicat per Glénat entre 2001 i 2003. També va ser publicat a Mèxic pel grup Editorial Vinya.
Glénat/EDT va publicar el manga complet en llengua catalana en un total de 10 volums.